# Piotr Kapița

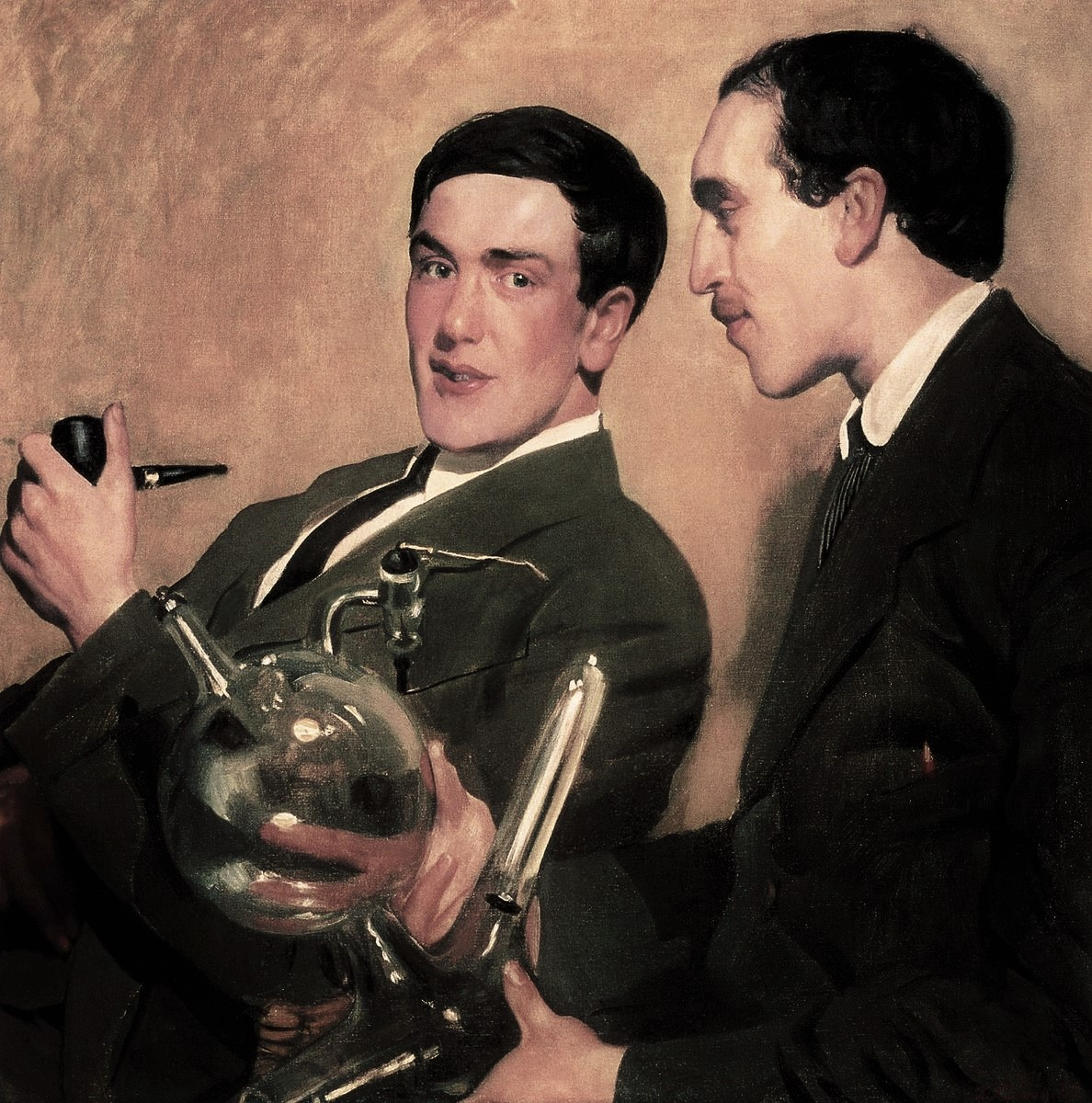
Semenov (dreapta) și Kapița (stânga), portret de Boris Kustodiev, 1921

Piotr Leonidovici Kapița (în rusă Пётр Леонидович Капица)(n. 26 iunie/8 iulie 1894, Kronstadt, Gubernia Sankt Petersburg⁠(d), Imperiul Rus – d. 8 aprilie 1984, Moscova, RSFS Rusă, URSS) a fost un fizician rus, cercetător al atomului, distins cu Premiului Nobel pentru Fizică în anul 1978 împreună cu  Arno Allan Penzias și Robert Woodrow Wilson.

## Motivația Juriului Nobel
"pentru invențiile și descoperirile sale de bază în domeniul fizicii temperaturilor joase".

## Date biografice

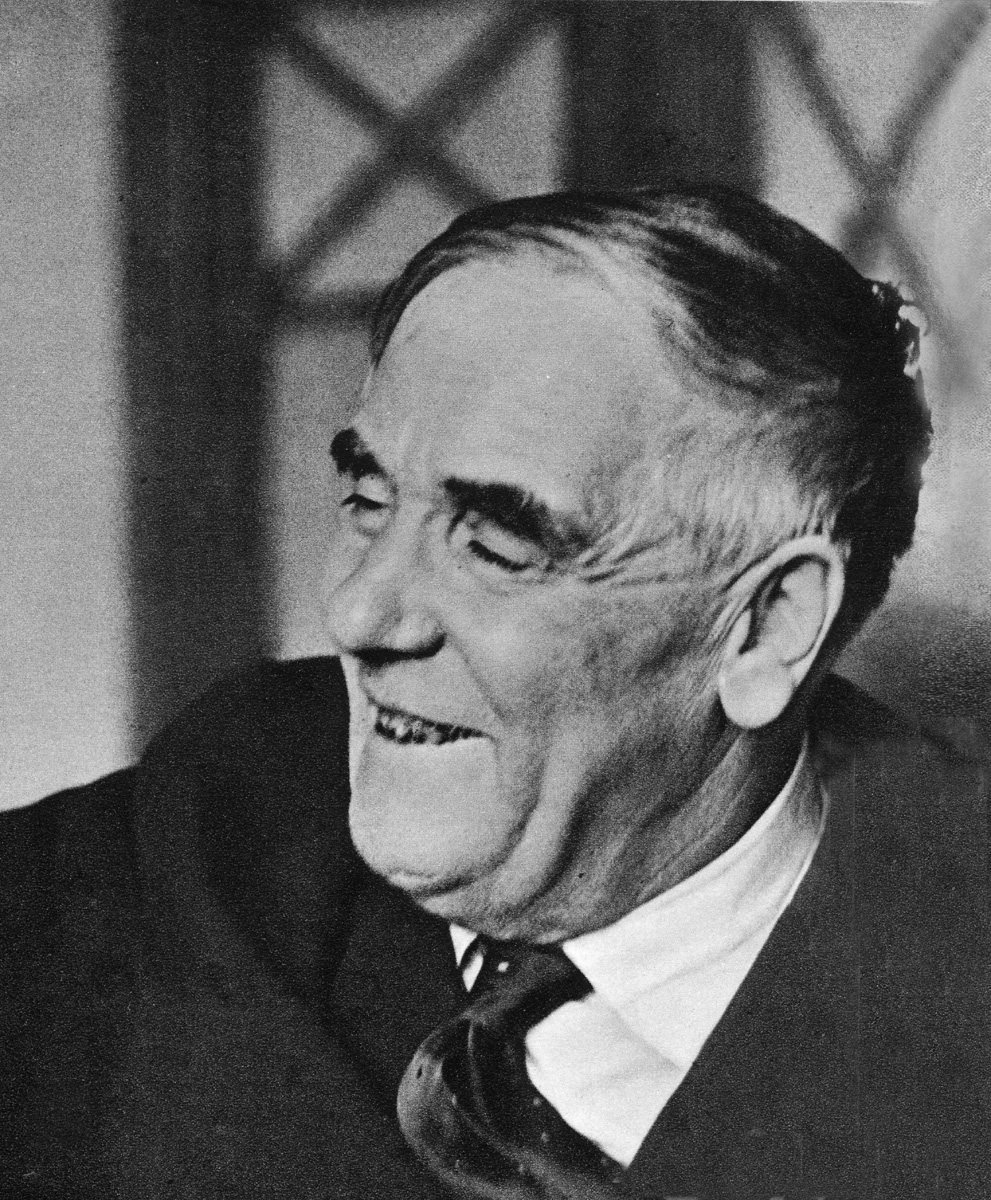
Piotr Kapița în 1964

Piotr Leonidovici Kapița s-a născut la 9 iulie 1894 în Rusia în orașul Kronstadt de pe insula Kotlin din Marea Baltică (lângă orașul Sf. Petersburg). Tatăl sau, originar din Basarabia, generalul Leonid Petrovici Kapița, a fost inginerul și constructorul fortificațiilor de la Kronstadt. Mama sa, Olga Ieronimovna (cu numele de naștere - Stebnițkaia), de asemenea de obîrșie basarabeană a fost filologă, specialistă în domeniul folclorului și literaturii pentru copii; ea a adus o mare contribuție la cultura rusă.
Se presupune, că familia Kapita, provine din volontiri basarabeni, care au fost cooptați în Armată Rusă pentru a participa la războiul din Crimeea din anii 1853- 1856. Fiul soldatului Kapita, și tatăl fizicianului Petru Kapita a ajuns general în Armata rusă. In Basarabia există 4 localități rurale unde numele de familie Kapita exista și astazi, daca nu luam orasele mai mari, unde pot fi urmasii lor. Acestea sunt: Razeni, raionul Ialoveni, Fundu Galbenei, raionul Hincesti, Borceag, Cahul și Sirauti, raionul Briceni.
În 1905 Piotr a început gimnaziul, dar fiindcă nu avea rezultate bune (nu îi plăcea limba latină, cu toate ca el cunoștea la perfecție limba română) a părăsit gimnaziul și și-a continuat studiile la liceul real Kronstadt, pe care l-a absolvit cu succes în 1912. Însă la facultatea de fizică și matematică a universității din Petrograd nu îi acceptau pe absolvenții liceului real și de aceea Kapița a intrat la facultatea de electromecanică a institutului politehnic Petrograd (IPP). Încă de la primele ore de curs a fost remarcat de către  profesorul său de fizică A.F. Ioffe, care i-a propus să participe la cercetări în laboratorul său.
În anul 1914 Piotr a plecat în Scoția în vacanța de vară  pentru studierea limbii engleze. S-a întors în Petrograd abia în noiembrie fiindcă în august începuse Primul Război Mondial.
În ianuarie 1915 a plecat ca voluntar în armată pe Frontul de Vest, ca șofer de mașină de infirmerie în cadrul detașamentului infirmier al Uniunii orașelor. Până în luna mai a aceluiași an, Piotr a transportat răniți cu autocamionul pe frontul polonez.
În 1916, după demobilizare, Kapița s-a întors la universitate. Ioffe îl va implica pe Piotr în munca sa experimentală din laboratorul de fizică, precum și într-o colaborare la seminarul său – unul din primele seminarii de fizică din Rusia. În același an, în „Revista Societății Fizico-Chimice Rusești” a apărut primul articol semnat de Piotr Kapița.
În anul 1916 Kapița s-a căsătorit cu Cernosvitova Nadejda Kirillovna, fiica lui K.K. Cernosvitov – membru al Comitetului Central al Partidului Cadeților.
În 1918 Ioffe, în condiții foarte grele, a înființat la Petrograd unul din primele institute fizice de știință și cercetare din Rusia. Ulterior, acest institut a contribuit mult la dezvoltarea fizicii experimentale, teoretice și tehnice din URSS. Kapița era printre primii colaboratori ai acestui institut. În același an el a devenit profesor la facultatea de fizică și mecanică, după ce absolvise Institutul Politehnic.
În situația gravă de după Revoluția din Octombrie, Ioffe prin toate mijloacele a încercat să păstreze seminarul și pe elevii săi – tineri fizicieni, printre care se număra și Kapița. Ioffe a insistat ca Piotr Kapița să plece în străinătate, dar autoritatea formată după revoluție nu le permitea, până când nu a intervenit Maksim Gorki – cel mai influent scriitor rus din aceea perioadă. În cele din urmă, lui Kapița i-au permis să plece în Anglia. Cu puțin timp înainte de plecare, Piotr Kapița i-a pierdut pe cei mai dragi oameni: într-o lună, epidemia de gripă “spaniolă” a luat viața tatălui, soției, fiului și fiicei sale nou-născute. 
În 1921, pe 22 mai, tânărul savant a ajuns în Anglia în calitate de membru al comisiei Academiei Ruse de Știință, trimis în țările vest-europene pentru restabilirea relațiilor științifice suspendate din cauza războiului și a revoluției. Începând cu data de 22 iulie, Kapița a lucrat în laboratorul din Cavendish, unde conducătorul acestuia, Ernest Rutherford, l-a acceptat pentru un stagiu de scurtă durată. Rutherford a fost impresionat de măiestria și entuziasmul tânărului fizician rus.
Despre lucrarea sa savantul scria astfel: „la început am executat experimente cu radiații alfa și beta, după aceea am elaborat metoda de obținere a cîmpurilor magnetice puternice și în ultimii ani, ocupîndu-mă de temperaturile joase, am elaborat metoda de obținere a heliului lichid cu ajutorul «turbo-expanderului» de piston”.
Lucrarea de disertație pe care a susținut-o Kapița la Cambridge, în 1922, avea următoarea temă: „Trecerea particulelor alfa prin substanțe și metodele obținerii câmpurilor magnetice”.
Autoritatea științifică a lui Kapița creștea - în 1923 el a devenit doctor în știință și a obținut prestigioasa bursă Maxwell. În 1924 savantul rus a fost numit în funcția de adjunct al directorului laboratorului din Cavendish, unde aveau loc cercetările magnetice. Peste un an Kapița a devenit membru al Colegiului Trinity.
În 1925, la Paris, academicianul Aleksei Nikolaevici Krîlov ii face cunoștință lui Kapița cu propria fiică, Anna, care locuia cu mama ei în capitala Franței. Iar peste doi ani Kapița se va căsători cu Anna. După căsătorie Kapița și-a cumpărat un teren pe Hantington Road, unde și-a construit casa după propriul plan. Aici s-au născut cei doi fii ai lui Kapița - Serghei și Andrei, care ulterior au devenit cercetători.
În repetate rânduri oficialitățile din URSS îi adresau rugămintea de a rămâne în URSS, stabilindu-se aici definitiv. Aceste oferte îl tentau pe Piotr Kapița, în schimb impunea condiția de a avea permisiune de libera circulație în Europa, condiția pe care autoritățile de la Moscova amânau să o accepte.
Spre sfârșitul verii anului 1934, Kapița împreună cu soția sa au venit în vizită în URSS, dar dorind sa se întoarcă în Anglia au aflat că vizele lor au fost anulate. Ulterior soției lui Kapița i-a fost acordată permisiunea de a pleca în Anglia, la copiii săi. Anna Alekseevna se va întoarce la Kapița după o perioadă scurtă, luându-i la Moscova și pe copii. Rutherford și alți prieteni ai lui Piotr Kapița apelau la autoritățile sovietice cu cererea de a i se acorda viza pentru continuarea lucrărilor științifice în Anglia, dar totul a fost în zadar.
În 1935 lui Piotr Kapița i s-a propus funcția de director al Institutului pe Probleme Fizice recreat în cadrul Academiei de Științe din URSS. Kapița a pus însă următoarea condiție - să fie achiziționate utilajele cu care lucrase în Anglia. Până la urmă Rutherford se va resemna, înțelegând că l-a pierdut pe remarcabilul său colaborator și va fi de acord ca sovieticii să-i cumpere lui Kapița utilajele din fostul lui laborator.
Dându-și consimțământul, Kapița s-a mutat împreună cu familia într-o casă mică aflată pe teritoriul institutului. Întoarcerea lui Kapița în URSS a avut loc într-o perioada grea, când Stalin începuse “curățarea de intelegență”. Piotr Kapița avînd o autoritate însemnată, fără sfială își apăra convingerile chiar și în acea perioadă dificilă. El știa că în țară înalta conducere decide totul, și cu această conducere a început să poarte un dialog direct și deschis. Din 1934 pînă în 1983, savantul a trimis mai mult de 300 de scrisori la Kremlin (lui Stalin- 50, lui Molotov – 71, lui Malencov – 63, lui Hrusciov – 26). Datorită intervenției lui, mulți oameni de știință au fost salvați de la moarte în închisori și lagăre în timpul terorii staliniste. În [1972]], când autoritățile din Kremlin au propus excluderea lui Andrei Dimitrievici Saharov din cadrul Academiei de Științe, Kapița a fost unicul care s-a opus. El a spus: „Avem deja un rușinos precedent anolog - în 1933 fasciștii l-au exclus pe Albert Einstein din Academia de Științe de la Berlin.”
La începutul războiului, Institutul pe Probleme Fizice a fost evacuat în Kazan. Acolo a fost situat în încăperile Universității din Kazan. În vremuri grele, Kapița a creat cea mai puternică instalație cu turbină din lume, folosită pentru obținerea în cantități mari a oxigenului lichid necesar în industrie.
În 1945, în Uniunea Sovietică au început lucrările pentru crearea armelor atomice. Refuzul lui Kapița de a participa la crearea bombei atomice a dus la demisia și înlăturarea sa din cadrul cercetărilor științifice. Kapița a fost destituit din funcția de director al institutului și în decurs de 8 ani s-a aflat în arest la domiciliu. El a fost lipsit de posibilitatea de a comunica in vreun fel cu colegii săi din alte institute de știință și cercetare. În casa sa de vacanță, Piotr Leonidovici a utilat un mic laborator și și-a continuat cercetările.
Aici el a pus bazele noii direcții – a electronicii de mare putere, considerat primul pas în calea spre dobândirea energiei termonucleare. Dar să continue lucrările sale la nivel maxim în acest domeniu omul de știință a putut doar după ce s-a întors la institutul său în 1955. Acolo și s-a ocupat cu cercetarea plasmei la temperaturi ridicate. Descoperirile făcute de Kapița au stat la baza creării schemei reactorului termonuclear cu funcționare neîntreruptă. 
Cercetările științifice de după război ale lui Kapița cuprind cele mai diverse domenii ale fizicii, incluzând hidrodinamica straturilor lichide subțiri și natura fulgerului globular, dar interesul său se concentra asupra generatoarelor de microunde și studiului diverselor proprietăți ale plasmei.
În 1965, pentru prima dată după o întrerupere de mai mare de treizeci de ani, Kapița a primit permisiunea de a ieși din Uniunea Sovietică, în Danemarca, pentru a primi medalia internațională de aur Niels Bohr. Acolo a vizitat laboratoare științifice și a ținut un discurs despre fizica energiilor înalte. În 1969 omul de știință, împreună cu soția sa, au călătorit pentru prima dată în Statele Unite ale Americii. Tot în acești ani Kapita a susținut prin scrisori conducerii de vârf a Ministerului Învățământului din URSS și Comitetului Central al PCUS înființarea catedrei de fizica a temperaturilor joase la Universitatea Lomonosov din Moscova.
La 17 octombrie 1978, Academia Suedeză de Științe i-a trimis din Stockholm lui Piotr Leonidovici Kapița o telegramă prin care îl înștiințează că a primit Premiul Nobel pentru fizică, pentru cercetările fundamentale în domeniul fizicii temperaturilor joase.
Kapița a primit această veste fiind la sanatoriul “Barviha” din apropierea Moscovei, la odihnă cu soția sa. Printre întrebările pe care i le-au pus jurnaliștii, se afla și următoarea: pe care dintre realizările sale științifice el o consideră cea mai importantă? Kapița a răspuns că pentru un om de știință mereu cel mai important studiu este acela la care lucrează în prezent. „Munca mea actuală are ca obiect sinteza termonucleară”, a mai adăugat el.
Kapița a murit la 8 aprilie 1984, cu puțin înainte de a împlini vârsta de 90 de ani.
Fiul lui Piotr Kapița este academicianul rus Serghei Kapița, vorbitor și acesta al limbii române.

## Contribuții
- privind fizica temperaturilor joase (inclusiv realizarea aparaturii corespunzătoare pentru aplicații industriale)
- comportarea materialelor în câmpuri magnetice intense
- plasmele fierbinți
- fulgerul globular
- a descoperit fenomenul de suprafluiditate a heliului.